# 趣味游戏 (2007年电影)
《趣味游戏》（英語：Funny Games）是2007年上映的惊悚片，翻拍自奥地利导演迈克尔·哈内克在1997年的同名作品。

## 概要
乔治·法伯、其妻安和他们的儿子小乔治和他们的狗去他们宁静的山庄中度假，看到邻居弗雷德和两个长相俊秀的白衣男子彼得、保罗，以为二人是弗雷德的亲友。他们察觉弗雷德表现不自然。弗雷德和保罗来帮助乔治把船放下湖里。狗一直冲着保罗狂吠，但乔治忽略了。弗雷德和保罗离开后，乔治父子在外看船，小乔治问父亲为何弗雷德表现怪异。
安在厨房做饭时，彼得以邻居的名义来借鸡蛋，却在她视线外将鸡蛋打破，然后回来为他的笨拙道歉并要求更多。安有些不悦，又给他四个鸡蛋，他离开了，但狗跳到他身上打碎了鸡蛋。不久她听到狗叫，彼得和保罗一同出现且友好地求借高尔夫球杆在外面测试，安不情愿地答应了。而乔治父子在船上听到狗一直歇斯底里地叫而又突然停止。
因彼得和保罗在打破了很多鸡蛋后仍继续求借鸡蛋，安不悦；这时乔治回家，意图迫使他们离开时，被保罗的出言不逊所激怒打了保罗一耳光，彼得随即报复，用高尔夫球杆砸伤了乔治的膝盖。两个年轻人便劫持了法伯一家。
因彼得之前将手机碰落水槽使其失灵，安无法通过手机求助。保罗带领安去找狗，安发现它已经被保罗用乔治的高尔夫球杆打死了。邻居汤普森一家来访，安称保罗为普通朋友，一如先前弗雷德所为。
保罗和安回家后，法伯一家还期待先前与弗雷德一家的约定，只要弗雷德一家如约来访，便能拯救他们。为了活命，他们被迫参与一系列受虐游戏。两个年轻人向乔治致歉并伸手和他握手，乔治和安都未予理睬，随即遭到二人的殴打。保罗问法伯夫妇是否想打赌次早9点他们依然活着，并说他和彼得打赌他们活不到。游戏期间，二人喋喋不休，保罗常讥讽彼得又肥胖又弱智，还讲述了一系列关于彼得的过去但彼此冲突的故事，但二人的来路和动机并未得到任何解释。
“游戏”期间，彼得和保罗用枕头套蒙住小乔治的头，命令安脱衣服。小乔治近乎窒息，直至乔治开口让安就范。小乔治一被放出枕头套就在父母帮助下试图逃跑，逃进了弗雷德家的空屋子，只发现这一家血淋淋的尸体。同时，保罗将双手已被胶带反绑的安推倒在与乔治有距离的沙发上，将她的双踝也用胶带捆住后出去搜寻小乔治，留下彼得看守法伯夫妇。安问彼得为何不直接杀了他们，彼得答他们不能忘了游戏的趣味性。安趁彼得离开去拿鸡蛋时跳到乔治身边试图让乔治给自己松绑，遭回来的彼得阻止并殴打，彼得在殴打中又打碎了鸡蛋。安乞求彼得放他们离开，遭拒。小乔治被发现后试图用弗雷德的猎枪射击保罗，但因子弹并未上膛而无果，他和猎枪一起被保罗带回。
两个年轻人给猎枪装上两颗霰弹枪子弹。子弹，开始了“点到谁就射杀谁”的新游戏。彼得点到了安，却射杀了小乔治。保罗因彼得未遵循游戏规则而有些不快，二人在向法伯夫妇道晚安后离开。
乔治和安悲痛万分，但决定活下去。安去取小刀割开胶带为自己松绑，逃离别墅，断腿的乔治留下试图用受损的手机求助。安意图求助，却再次遇到彼得和保罗，被正面捆绑双手、塞住嘴抓回别墅。下一场游戏从彼得刀刺乔治开始，他们告诉安先祈祷，再选择让乔治死于长而痛苦的刀杀还是迅速而残酷的枪杀。
安抓住面前桌上的猎枪，用最后一颗子弹射杀了彼得。疯狂的保罗抢过猎枪，开始寻找电视遥控器，一找到就将场景回放到安夺枪前，即电影术语所说的“打破了第四面墙”。这一次保罗抢走了枪，并提醒安：她不许破坏游戏规则。
彼得和保罗随后枪杀了乔治，用胶带封住安的嘴，押着她登上法伯家的船，并在登船后将她的双脚也绑在一起。安用仍被正面捆绑的双手抓住丈夫留在船上的小刀，意图割断手上的绑绳，被发现，小刀被扔入水中。当时已是大约第二天早晨8点时分，二人漠然地将被捆绑的安推下水中淹死，赢得了赌局。他们敲开了汤普森家的门，以法伯家的名义求借一些鸡蛋。保罗傻笑着瞥了一眼相机，预备借此再次展开一轮谋杀……

## 演员
| 演员名称      | 角色       |
| ------------- | ---------- |
| 娜奥米·沃茨   | Ann        |
| 蒂姆·罗斯     | George Sr. |
| 迈克尔·皮特   | Paul       |
| 布拉迪·科贝特 | Peter      |
| 戴文·吉尔哈特 | George Jr. |
| 博伊德·盖恩斯 | Fred       |
| 希博汗·法隆   | Betsy      |

## 花絮
迈克尔·汉内克曾说，如果娜奥米·沃茨不出演，他就不会翻拍这部电影。
娜奥米·沃茨称这是她第一次被捆绑和封嘴，拍摄时是导演迈克尔·汉内克亲自捆绑了她。她在拍摄该片期间怀了孕。